# Iris Murdoch
Dame Jean Iris Murdoch (Dublino, 15 luglio 1919 – Oxford, 8 febbraio 1999) è stata una filosofa e scrittrice irlandese naturalizzata britannica, conosciuta per le sue storie su temi filosofici, etici e sessuali..
Il suo primo racconto pubblicato, Under the Net, fu selezionato nel 2001 dal Board editoriale degli Stati Uniti Modern Library come uno dei 100 migliori racconti in lingua Inglese del XX secolo. Nel 1987, fu nominata Dama di Commenda dell'Ordine dell'Impero Britannico.

## Biografia
Jean Iris Murdoch nasce a Dublino, da padre presbiteriano e madre anglicana, ma cresce a Londra, dove la famiglia si trasferisce quando Iris ha poco più di un anno.
Dopo aver studiato letteratura greca e latina, storia antica e filosofia al Somerville College di Oxford, Iris prosegue gli studi di filosofia al Newnham College a Cambridge dove frequenta delle lezioni di Ludwig Wittgenstein. Allo scoppio della seconda guerra mondiale Murdoch inizia a lavorare per l'UNRRA, l'organizzazione che si occupa di profughi e rifugiati; questo lavoro porta la futura scrittrice in diversi paesi europei, fra i quali Belgio e Austria. La "sosta" in Belgio, in particolare, si rivela fondamentale per la sua carriera filosofica: qui Murdoch ha la possibilità di incontrare il filosofo Jean-Paul Sartre e di leggerne l'opera, difficilmente reperibile in Gran Bretagna.
Nel 1948 Iris diviene insegnante di filosofia presso il Saint Anne's College a Oxford, dove continuerà a lavorare fino al 1963. Qui Iris incontrerà anche il suo futuro marito: lo scrittore e professore John Bayley, suo sposo nel 1956.
La sua prima opera filosofica Sartre, Romantic Rationalist viene pubblicata nel 1953; l'anno successivo è invece quello del suo debutto come scrittrice con Sotto la rete. Comincia così una lunga carriera: Murdoch scrive pressoché ininterrottamente fino al 1995, anno in cui scopre di essere affetta dall'Alzheimer.
Iris muore nel febbraio del 1999; il marito, che l'assiste fino alla fine, la ricorda in due libri: Elegy for Iris (1998) e Iris and Her Friends: A Memoir of Memory and Desire (1999).

## Onorificenze
- 1987: la regina Elisabetta II le confersce il titolo di Dama di Commenda dell'Ordine dell'Impero Britannico.[2]

## Nella cultura di massa
Dalla storia della sua vita e del dramma della malattia che l'ha colpita è stato tratto il film Iris - Un amore vero, basato sulle memorie del consorte. Le attrici che interpretano Iris sono Kate Winslet e Judi Dench.

## Opere

### Romanzi
- I gatti ci guardano (Under the Net) (1954), Serie Romanzi d'oggi, Garzanti, Milano, 1956; col titolo Sotto la rete, Collana Romanzi moderni, Garzanti, Milano, 1966; trad. A. Micchettoni, Collana La Scala stranieri, Rizzoli, Milano, 2005 ISBN 978-88-17-00570-8
- L'incantatore (The Flight from the Enchanter) (1956), postfazione di Peter Cameron, Collana narrativa, Il Saggiatore, Milano, 1ª ed. maggio 2014 ISBN 978-88-428-1967-7
- The Sandcastle (1957)
- La campana (The Bell) (1958), Ponte alle Grazie, 2002; trad. M. Sepa, Collana La Scala stranieri, Rizzoli, Milano, 2004,
- Una testa tagliata (A Severed Head) (1961), trad. di Valerio Riva, Feltrinelli, 1963; Collana Universale Economica n.742, Feltrinelli, Milano, 1976
- Una rosa non ufficiale (An Unofficial Rose) (1962), Collana I Narratori n.224, Feltrinelli, Milano, 1974,
- La sua parte di colpa (The Unicorn) (1963), trad. Gabriella Fiori, Collana I Narratori n. 155, Feltrinelli, Milano, 1969 ISBN 978-88-07-01155-9
- La ragazza italiana (The Italian Girl) (1964), trad. Gabriella Fiori Andreini, Collana I Narratori n.75, Feltrinelli, Milano, 1965; Collana Nuovi Coralli n. 71, Einaudi, Torino, 1974;
- Il rosso e il verde. La rivolta suicida dei Sinn Feiners a Dublino nel 1916 (The Red and the Green) (1965), Collana I Narratori n.111, Feltrinelli, Milano, 1967; Collana i Garzanti, Garzanti, 1977;
- Il tempo degli angeli (The Time of the Angels) (1966) Feltrinelli, 1972
- I belli e i buoni (The Nice and the Good) (1968), trad. Gabriella Fiori, Collana I Narratori, Feltrinelli, Milano, 1968
- Il sogno di Bruno (Bruno's Dream) (1969), Collana I Narratori n.192, Feltrinelli, Milano, 1ª ed. giugno 1971
- A Fairly Honourable Defeat (1970)
- Un uomo accidentale (An Accidental Man) (1971), trad. Franca Cancogni, Collana La Scala, Rizzoli, 1977
- The Black Prince (1973) - vincitore del James Tait Black Memorial Prize
- The Sacred and Profane Love Machine (1974) - vincitore del Whitbread Literary Award
- A Word Child (1975)
- Henry and Cato (1976)
- Il mare, il mare (The Sea, the Sea) (1978) - vincitore del Booker Prize - trad. F. Ascari, Collana La Scala stranieri, Rizzoli, Milano, 2003 ISBN 978-88-17-87153-2
- Nuns and Soldiers (1980)
- The Philosopher's Pupil (1983)
- L'apprendista (The Good Apprentice) (1985) Feltrinelli, 1986
- Il libro e la fratellanza (The Book and the Brotherhood) (1987), Collana I Narratori, Feltrinelli, Milano, 1990 ISBN 978-88-07-01402-4
- The Message to the Planet (1989)
- The Green Knight (1993)
- Jackson's Dilemma (1995)

### Racconti
- Una cosa speciale (Something Special) (1957), trad. di E. Dal Pra, Nottetempo, Milano, 2006 ISBN 978-88-7452-060-2

### Scritti filosofici
- Sartre: Romantic Rationalist (1953)
- La sovranità del bene (The Sovereignty of Good) (1970), Introd. e trad. a cura di Giuliana Di Biase, Collana Cultura dell'anma.Nuova Serie, Carabba, Lanciano, 2005 ISBN 978-88-88340-88-3
- Il fuoco e il sole: perché Platone condannò gli artisti (The Fire and the Sun) (1977) SugarCo, 1981
- Metaphysics as a Guide to Morals (1992)
- Esistenzialisti e mistici. Scritti di filosofia e letteratura. Introduzione di Luisa Muraro (Existentialists and Mystics) (1997), trad. E. Costantino, M. Fiorini, F. Elefante, curatore P. Corradi, postfazione di Martha Nussbaum, Collana La Cultura n.592, Il Saggiatore, Milano, 2006-2014 ISBN 978-88-428-2002-4.

### Drammi teatrali
- A Severed Head (1964) con J.B. Priestley
- The Italian Girl (1969) con James Saunders
- The Three Arrows & The Servants and the Snow (1973)
- The Servants (1980)
- Acastos: Two Platonic Dialogues (1986)
- The Black Prince (1987)

### Poesia
- A Year of Birds (1978; nuova edizione 1984)
- Poems by Iris Murdoch (1997)